# Operazione Crossroads
La serie di test nucleari denominati operazione Crossroads si riferisce alle detonazioni nucleari condotte dagli Stati Uniti d'America nell'atollo di Bikini nell'estate del 1946. Lo scopo era quello di indagare l'effetto delle bombe nucleari sul mare e su isole, su navi militari e civili, e di determinare la possibilità di ripararle e decontaminarle.
La serie di esplosioni consisteva di due detonazioni, ognuna con una potenza di 23 kilotoni: Able esplose ad un'altezza di 151 m il primo luglio del 1946; Baker venne fatta esplodere sotto l'acqua a 27 m di profondità il 25 luglio del 1946. Il terzo scoppio, denominato Charlie, pianificato per il 1947 venne cancellato a causa dell'impossibilità della United States Navy di decontaminare le navi bersaglio dopo il test Baker.
I test Crossroads hanno rappresentato rispettivamente la 4ª e la 5ª esplosione nucleare nella storia, condotte dagli Stati Uniti dopo il Trinity test e i bombardamenti atomici di Hiroshima e Nagasaki. Sono stati il primo dei molti test nucleari nelle Isole Marshall, e sono stati i primi ad essere annunciati in anticipo ai mezzi informativi, osservati da un pubblico di invitati, tra questi giornalisti di molti paesi.
Il risultato più importante di Crossroads, anche se non ampiamente capito e divulgato al momento, è stato l'enorme contaminazione radioattiva di tutte le navi bersaglio causate dall'esplosione subacquea Baker. Si trattava del primo caso di fallout radioattivo immediato e concentrato causato da un'esplosione nucleare. Di solito infatti il fallout di un'esplosione atmosferica ad alta quota (air burst) è globale, trattenuto nella stratosfera per giorni e viene ampiamente disperso. Il chimico Glenn Seaborg, direttore della Commissione per l'energia atomica degli Stati Uniti d'America, dichiarò che Baker era stato "il primo disastro nucleare del mondo".
Per preparare l'atollo alla operazione Crossroads, i residenti delle Bikini vennero deportati su isole disabitate, molto più piccole, prive della laguna centrale, protetta da barriere coralline, dove non poterono sviluppare la loro pesca tradizionale. Negli anni cinquanta potentissime bombe termonucleari giunsero a cancellare alcune isole delle Bikini, oltre a rendere l'atollo del tutto inadatto all'agricoltura di sussistenza e alla pesca. A causa della contaminazione radioattiva, le isole Bikini rimangono inabitabili ancora nel 2010, anche se vengono visitate sporadicamente da subacquei. Fonti governative USA dichiarano che il personale partecipante ai test Crossroads è stato protetto efficacemente contro la malattia da radiazione acuta, e che la loro aspettativa di vita è stata ridotta di circa 3 mesi.

## Precedenti
La prima proposta per collaudare armi nucleari contro le navi da guerra venne presentata il 16 agosto 1945 da Lewis Strauss, futuro presidente della Commissione per l'energia atomica statunitense. In un appunto interno a James Forrestal, segretario dell'US Navy, Strauss argomentava: "Se una prova di questo genere non venisse effettuata, ci saranno interminabili discussioni sul fatto che la flotta di superficie è obsoleta di fronte a questa nuova arma e questo costituirà un ostacolo per l'assegnazione di stanziamenti adeguati a conservare nel dopoguerra, una marina delle dimensioni che abbiamo pianificato." Dal momento che all'epoca erano disponibili poche bombe nucleari (10 in tutto, Strauss suggeriva di disporre un gran numero di navi disperse in una vasta area, in modo da simulare sia gli effetti di una esplosione portuale sia quelli su una flotta in mare aperto.
Un quarto di secolo prima, nel 1921, la marina militare statunitense aveva sofferto un grave smacco nelle pubbliche relazioni quando alcuni bombardieri (tra questi i biplani italiani Caproni Ca.33) del generale Billy Mitchell (che riprendeva teorie del generale del Regio Esercito Giulio Douhet) riuscirono ad affondare ogni nave nel corso dell'esercitazione "Project B". Il test di Strauss pretendeva dimostrare la capacità di sopravvivenza delle navi, almeno teoricamente; in effetti, l'intera flotta venne affondata o resa inerme dalle atomiche, le navi fortemente danneggiate o immobilizzate persero la capacità di combattere, e i loro rottami divennero così radioattivi da diventare delle bare galleggianti in soli quattro giorni.
La Marina vinse il concorso per progettare e controllare i test e l'11 gennaio del 1946, l'ammiraglio William Blandy venne nominato capo dell'unità operativa congiunta (JTF-1) Marina\Esercito, appena creata, con lo scopo di effettuare le prove che vennero denominate Operazione Crossroads. Il candidato proposto dall'esercito per dirigere le prove, generale Leslie Groves, già a capo del Progetto Manhattan che aveva diretto la costruzione delle prime bombe atomiche, non ottenne l'incarico.
Sotto pressione dall'esercito, l'ammiraglio Blandy acconsentiva ad aggiungere più navi nella zona dell'obiettivo rispetto ai desideri della Marina, ma rifiutava la richiesta fatta dal generale dell'USAAF Curtis LeMay riguardo al fatto che "ogni nave deve avere il suo carico completo di petrolio, munizioni e carburante avio". L'argomento portato avanti da Blandy era che gli incendi e le esplosioni interne potevano affondare le navi che al contrario dovevano rimanere galleggianti in modo da poter eseguire un'accurata valutazione del danno. Quando Blandy propose una commissione formata soltanto da ammiragli della Marina per valutare i risultati, il senatore McMahon inviò un esposto al presidente Harry Truman lamentandosi che non era possibile che la Marina "fosse l'unico responsabile della conduzione di test che potevano effettivamente determinare la fine della sua stessa esistenza". Il presidente Harry Truman riconobbe che "i rapporti stavano dimostrando che i test progettati non sarebbero stati del tutto bilanciati nello stabilire la vulnerabilità della flotta". Infine Truman impose una commissione civile di revisione che indagasse l'esecuzione della Operazione Crossroads "per convincere il pubblico che era una prova condotta con obiettività".

## Opposizione ai test

Mappa dell'atollo di Bikini, che evidenza l'area del bersaglio. Tutti i 167 residenti vennero spostati nell'atollo disabitato Rongrik a 206 km ad est di Bikini.

La pressione per cancellare la Operazione Crossroads veniva principalmente da scienziati e diplomatici. Gli scienziati del Progetto Manhattan che in precedenza propugnavano un test pubblico della bomba invece del suo lancio su una città giapponese, ora sostenevano che ulteriori prove erano inutili e costituivano un pericolo per l'ambiente. Uno studio dei laboratori di Los Alamos avvertiva che "l'acqua vicino ad un'esplosione di superficie recente sarebbe diventata una birra delle streghe radioattiva". Quando osservarono che le prove potevano dimostrare la capacità di sopravvivenza delle navi, pur rimanendo all'oscuro sull'effetto potenzialmente letale delle radiazioni sui marinai, l'ammiraglio Blandy decise di aggiungere alcuni animali sopra e sotto coperta in alcune delle navi, cosa che generò proteste tra gli animalisti.
Il segretario di Stato James Byrnes, che un anno prima aveva espresso al fisico Leó Szilárd la sua convinzione che una dimostrazione pubblica della bomba poteva rendere "più malleabile la Russia" rispetto ai suoi atteggiamenti autoritari in Europa, ora affermava esattamente l'opposto: quell'ulteriore esposizione di forza atomica da parte degli Stati Uniti avrebbe predisposto la Russia contro l'accettazione del piano Acheson-Lilienthal. Ad una riunione di gabinetto del 22 marzo riferiva: "dal punto di vista dei rapporti internazionali sarebbe molto utile il posporre la prova, oppure se si potesse, non effettuarla affatto."

## Preparazione
Gli studiosi che prepararono l'esperimento consigliarono una serie di tre test per studiare gli effetti delle armi nucleari sulle navi, sull'equipaggiamento, e sui materiali. Vennero date le seguenti specifiche per il sito richiesto:
- un luogo di ancoraggio, protetto o chiuso, ampio almeno 10 km.
- una distanza minima di almeno 300 miglia (480 km) dalla città più vicina
- clima senza tempeste violente né freddo intenso
- venti facilmente prevedibili, con direzione uniforme dal livello del mare fino a 18.000 m.
- una corrente marina prevedibile, lontana dalle rotte di navigazione, dalle aree di pesca, e da luoghi abitati
- zona controllata dagli Stati Uniti

Il 24 gennaio, l'Ammiraglio Blandy decise che la laguna dell'atollo di Bikini, un atollo delle Isole Marshall facente parte dei Pacific Proving Grounds, sarebbe stata il sito per le due detonazioni del 1946, Able e Baker. Il test sottomarino profondo Charlie, previsto per la primavera del 1947, doveva avvenire nell'oceano ad ovest delle isole. Le Bikini avevano venti di superficie "quasi costanti" che soffiano verso occidente con venti stratosferici verso oriente, e una piccola popolazione facile da muovere. Era sotto il controllo esclusivo degli USA dal 15 gennaio, quando il presidente Harry S. Truman dichiarò gli Stati Uniti come unico affidatario di tutte le isole del Pacifico catturate ai Giapponesi.
I 167 isolani delle Bikini vennero a conoscenza del loro destino 4 giorni più tardi, la domenica del 10 febbraio, quando il commodoro Ben H. Wyatt, governatore militare delle isole Marshall, giunse in idrovolante dalle Kwajalein. Riferendosi alle storie bibliche che avevano imparato dai missionari protestanti, il commodoro li paragonò ai "bambini di Israele salvati da Dio dal loro nemico e condotti nella Terra promessa." Non era stato firmato alcun accordo, ma il commodoro riferì per telex che "il loro cacicco locale, denominato in codice "King Juda", si alzò in piedi e disse che i nativi delle Bikini erano molto orgogliosi dell'essere parte di questa meravigliosa procedura."
Il commodoro Wyatt cercò di far filmare una riproduzione, sotto forma di messinscena pilotata, del meeting del 10 febbraio nel quale i nativi delle Bikini avevano consegnato il loro atollo. Nonostante le sette riprese, Juda accettò soltanto di affermare: "Siamo disposti a partire. Tutto è nelle mani di Dio." Il giorno dopo gli isolani vennero trasferiti 18 miglia ad est all'atollo di Rongerik, disabitato, cominciando così un esilio che sarebbe divenuto permanente. Tre famiglie delle Bikini tornarono sull'atollo nel 1974, ma vennero evacuate nuovamente nel 1978 a causa della radioattività presente nei loro corpi, frutto dei quattro anni di ingestione di cibi contaminati. Nel 2010, l'atollo rimane del tutto disabitato.

### Navi
Venne assemblata una flotta di 95 natanti bersaglio, posti nella laguna di Bikini. Al centro del gruppo bersaglio, la densità delle navi era 7,7 navi per km², da tre a cinque volte più grande di quello che la dottrina militare consentirebbe. Si dichiarava esplicitamente di volere soltanto in parte duplicare un ancoraggio realistico, ma di volere misurare piuttosto il danno su diversi tipi di nave come funzione della distanza dall'epicentro dell'esplosione, avendo a disposizione molte possibili distanze (che replicassero ad esempio l'avvicinarsi di navi al porto). La disposizione rifletteva anche il reciproco disaccordo Army/Navy su quante navi ci si poteva permettere di affondare.
Il gruppo includeva le seguenti unità obsolete della U.S. Navy: quattro corazzate, due portaerei, due incrociatori, undici cacciatorpediniere, otto sommergibili, numerose navi ausiliarie e anfibie, e tre navi tedesche e giapponesi che erano state consegnate in base ai trattati di pace. Le navi portavano una quantità ridotta di munizionamento e di carburante, più strumenti scientifici per misurare la sovrappressione, il movimento delle navi e la radiazione. Vennero messi animali vivi in alcune delle navi bersaglio tra questi 200 maiali, 204 capre, 5.000 ratti e granaglie contenenti insetti per permettere lo studio degli effetti genetici da parte del National Cancer Institute.

### Soprannomi
"Able" e "Baker" sono le prime due lettere del Joint Army/Navy Phonetic Alphabet, utilizzato dal 1941 fino al 1956. "Alfa" e "Bravo" sono gli equivalenti nell'attuale alfabeto fonetico NATO. "Charlie" è la terza lettera in entrambi i sistemi. Testimoni affermano che l'ora della detonazione per ogni test era annunciata come "H" o "How hour"; ma nella storia ufficiale JTF-1, viene utilizzato il termine "ora M" oppure "ora Mike".
Le due bombe erano copie della bomba a implosione di plutonio "Fat Man" sganciata su Nagasaki nel 1945. La bomba Able era chiamata Gilda ad era stata decorata con un disegno raffigurante Rita Hayworth, stella del film del 1946 Gilda. La bomba Baker venne chiamata Helen of Bikini. Il tema della femme fatale per chiamare armi nucleari, combinante seduzione e distruzione, viene continuato dall'utilizzo in molte lingue del termine bikini, che sin dal 1946 è l'indiscutibile parola per intendere un costume da bagno femminile a due pezzi che esisteva sicuramente già all'epoca dell'Impero Romano, dal momento che è raffigurato in un mosaico pompeiano.
Il nucleo al plutonio usato per la bomba Gilda era stato soprannominato "Demon core" dagli scienziati di Los Alamos, dopo che ben due volte divenne critico in esperimenti del 1945 e del 1946. In entrambi gli incidenti uccise uno scienziato, i morti sono stati Harry K. Daghlian, Jr. e Louis Slotin.

## TestAble– 1º luglio 1946

### Lo sgancio della bomba

L'esplosione del test Able

Alle ore 09:00 locali la bomba venne sganciata dal bombardiere B-29 Superfortress Dave's Dream (che prima si chiamava Big Stink (B-29) del 509th Operations Group) ed esplose 520 piedi (160 metri) sopra la flotta bersaglio, con una potenza di 23 kilotoni. Vennero affondate cinque navi. Due trasporti d'attacco affondarono immediatamente, due cacciatorpediniere in poche ore, e un incrociatore giapponese il giorno seguente. Alcuni dei 114 osservatori della stampa espressero delusione dall'apparente scarso effetto sulle navi. Il New York Times riferì prematuramente, che "soltanto due vennero affondate, una rovesciata, e 18 erano state danneggiate".
Il giorno dopo, il giornale Times riportava le spiegazioni del Segretario della Marina James Forrestal che adduceva che "navi pesantemente costruite e corazzate sono difficili da affondare a meno che subiscano un danneggiamento sotto la linea di galleggiamento". Comunque, la maggiore causa della minore devastazione era stata il fatto che la bomba mancò il suo obiettivo di circa 649 metri, colpendo il trasporto d'attacco USS Gilliam (APA-57). La nave designata, non affondata, era la corazzata Nevada, che era stata dipinta di rosso, e che si trovava a meno di 366 metri da altre 8 navi. Se avesse colpito l'obiettivo sarebbe stato probabile l'affondamento di 9 navi, tra queste due corazzate e una portaerei. Si scoprì che un difetto nello stabilizzatore di coda della bomba aveva causato l'errore, fatto che scagionò l'equipaggio del bombardiere dall'incriminazione per imperizia e negligenza.

### Disposizione dei bersagli nel testAble

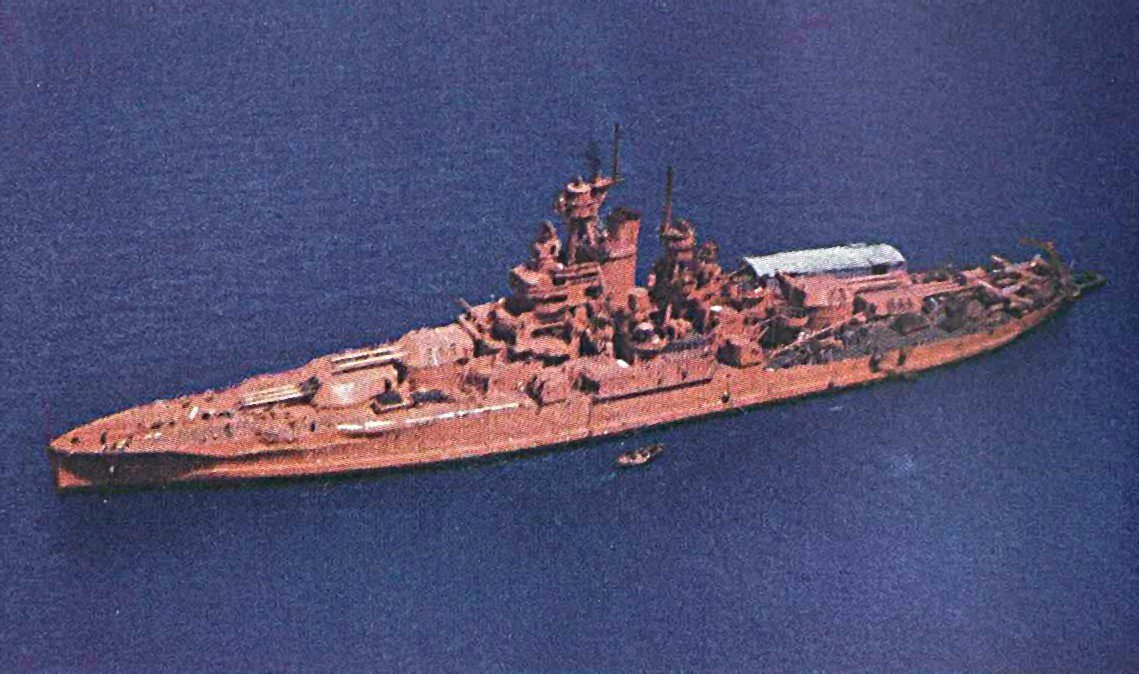
Immagine della USS Nevada, bersaglio principale del test, dipinta di rosso

In aggiunta alle cinque navi affondate, 14 vennero giudicate aventi seri danni o peggio, generalmente a causa della sovrappressione causata dall'onda d'urto. Tutte eccetto tre delle navi affondate si trovavano entro 1000 iarde (914 m) dal punto di detonazione; all'interno di quel raggio, era importante la direzione dell'asse della nave rispetto all'impatto dell'onda d'urto: ad esempio, la nave #6, il cacciatorpediniere Lamson, affondò perché venne colpita dal lato destro, anche se si trovava più lontana rispetto alle altre sette navi con la poppa verso l'esplosione, che rimasero a galla.
L'unica grossa nave all'interno del raggio di 1.000 iarde che ebbe danni moderati fu la corazzata giapponese Nagato, contrassegnata dal numero #7: costruita in modo da essere resistente, l'orientamento di poppa le fornì una certa protezione. La Nagato era stata la nave ammiraglia della Flotta Combinata giapponese all'epoca dell'attacco di Pearl Harbor e cedette tale ruolo alla celebre Yamato nei primi mesi del 1942. Dal momento che la bomba sganciata da Able fallì il suo bersaglio, quell'affondamento simbolico divenne compito dell'esplosione Baker, tre settimane più tardi.
La nave #10, la portaerei Saratoga, che si trovava lontana a più di 1.6 km dall'esplosione, ebbe un grave principio di incendio. Per eseguire un test abbastanza realistico, tutte le navi portavano piccole quantità di carburante e di esplosivi, oltre agli aeroplani. Molte corazzate portavano un idrovolante sul ponte, che poteva essere deposto in mare con una gru, ma la Saratoga portava diversi aerei da combattimento, con carburante avio molto volatile, sia sul ponte che negli hangar sottostanti. Il fuoco venne estinto e la Saratoga venne mantenuta a galla per essere usata nello scoppio Baker.
Se lo paragoniamo a un "soft target" urbano come Hiroshima, qualsiasi cosa così vicina alla detonazione della bomba come la Saratoga si troverebbe sul bordo dell'area letale di 5 psi (forza che demolisce una casa di mattoni, lasciando le fondamenta), all'interno di una tempesta di fuoco ampia circa 3,2 km. Bisogna ricordare che l'acqua vaporizzata fa da schermo a tutte le radiazioni (luminose, termiche, infrarosse) e che le navi da guerra, rispetto alle strutture civili a terra, sono molto resistenti a esplosioni e fuoco (con l'eccezione della maggior parte delle portaerei).

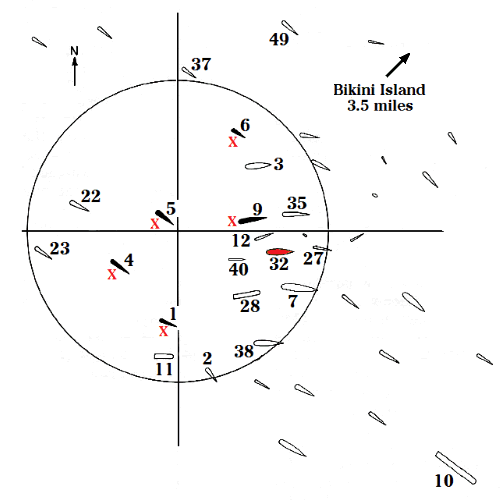
La disposizione delle navi bersaglio nella laguna di Bikini per la detonazione Able della "operazione Crossroads". Metà delle navi bersaglio si trovavano fuori dall'area di questa mappa. Le cinque X rosse marcano le navi affondate. Le tabelle sottostanti contengono la connessione al nome delle navi. Il cerchio, con un raggio di 1000 iarde (914 m) dal punto di detonazione, evidenzia l'area di grave danno alle navi. Il centro del bersaglio per la bomba aviolanciata "Able" era la nave #32, la corazzata Nevada, che era stata dipinta di rosso per aiutare la mira del bombardiere. La bomba esplose più vicino alla nave #5, il trasporto d'attacco Gilliam. Tutti i sommergibili si trovavano sulla superficie.

| # | Nome     | Tipo                    | Distanza |
| - | -------- | ----------------------- | -------- |
| 5 | Gilliam  | Trasporto               | 50       |
| 9 | Sakawa   | Incrociatore giapponese | 420      |
| 4 | Carlisle | Trasporto               | 430      |
| 1 | Anderson | Cacciatorpediniere      | 600      |
| 6 | Lamson   | Cacciatorpediniere      | 760      |

| #  | Nome           | Tipo               | Distanza |
| -- | -------------- | ------------------ | -------- |
| 40 | Skate          | Sommergibile       | 400      |
| 12 | YO-160         | Petroliera         | 520      |
| 28 | Independence   | Portaerei leggera  | 560      |
| 22 | Crittenden     | Trasporto          | 595      |
| 32 | Nevada         | Corazzata          | 615      |
| 3  | Arkansas       | Corazzata          | 620      |
| 35 | Pensacola      | Incrociatore       | 710      |
| 11 | ARDC-13        | Pontone            | 825      |
| 23 | Dawson         | Trasporto          | 855      |
| 38 | Salt Lake City | Incrociatore       | 895      |
| 27 | Hughes         | Cacciatorpediniere | 920      |
| 37 | Rhind          | Cacciatorpediniere | 1,012    |
| 49 | LST-52         | LST                | 1,530    |
| 10 | Saratoga       | Portaerei          | 2,265    |

### Radiazioni

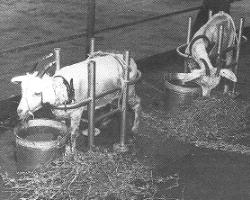
Gli animali per i test vennero deliberatamente confinati nelle navi dell'Operazione Crossroads. La capra #53, sistemata come questa a bordo della corazzata Nevada, morì per l'esposizione alle radiazioni due giorni dopo l'esplosione Able.

Come le tre precedenti detonazioni nucleari – Trinity, Little Boy (Hiroshima), e Fat Man (Nagasaki) – il test Able consistette in una detonazione in aria (air burst), che venne eseguita ad un'altezza sufficiente per prevenire che i materiali della superficie venissero risucchiati nella palla di fuoco. Quando si esegue un "air burst", i prodotti di fissione radioattivi salgono nella stratosfera e si mescolano all'ambiente globale. Con un certo pressappochismo gli "air bursts" erano ufficialmente descritti come "auto-pulenti" (self-cleansing). Non vi fu un fallout locale significativo.
Vi fu comunque, un transitorio ma intenso flusso di radiazioni proveniente dalla palla di fuoco incandescente dove avveniva la fissione nucleare, che durò per alcuni secondi. Molte delle navi più vicine ricevettero dosi di radiazione neutronica e raggi gamma che potevano essere letali per chiunque si trovasse a bordo delle navi, ma le stesse navi non divennero radioattive, eccetto che per attivazione neutronica dei materiali nelle navi, che all'epoca era giudicato un problema minore. Un marinaio nella nave di supporto USS Haven (AH-12) venne scoperto mentre "dormiva in una doccia di raggi gamma" proveniente da un souvenir illegale di metallo che aveva sottratto da una nave bersaglio. I neutroni della nube di fuoco avevano reso particolarmente radioattivo quel pezzo di metallo. Dopo un giorno quasi tutte le navi sopravvissute erano state rioccupate. Le ispezioni sulle navi, il recupero della strumentazione, e la mobilizzazione e ri-ormeggio delle navi per il test Baker test procedevano spediti.
57 cavie, 109 topi, 146 maiali, 176 capre, e 3.030 topolini bianchi erano stati posti su 22 navi bersaglio in postazioni normalmente occupate dalla gente. 10% degli animali morì per l'onda d'urto, 15% venne ucciso dalla radioattività, e un ulteriore 10% venne sacrificati in studi di laboratorio. All'incirca il 35% degli animali morì come diretto risultato dell'esplosione o dell'esposizione alle radiazioni.
Anche se la bomba Able fallì il suo bersaglio (la corazzata Nevada), di circa un miglio, e non riuscì ad affondare o a contaminare fortemente il battello, la capra #119, appesa all'interno di una torretta di cannone protetta da una forte corazzatura, ricevette una quantità di radiazioni dalla nube di fuoco sufficiente a farla morire quattro giorni dopo di malattia da radiazione (sopravvisse due giorni in più rispetto alla capra #53 che si trovava sul ponte, non protetta). Se il Nevada  avesse avuto la sua ciurma completa, sarebbe diventata una bara galleggiante, una nave fantasma alla deriva in mare per la mancanza di marinai viventi. In teoria, ogni parte esposta nella nave ricevette circa 10.000 rem di radiazione nucleare iniziale dalla palla di fuoco.. Anche le persone all'interno delle parti più protette della nave (con una riduzione delle radiazioni del 90%) avrebbero ricevuto una dose letale di circa 1.000 rem.

## TestBaker– 25 luglio 1946

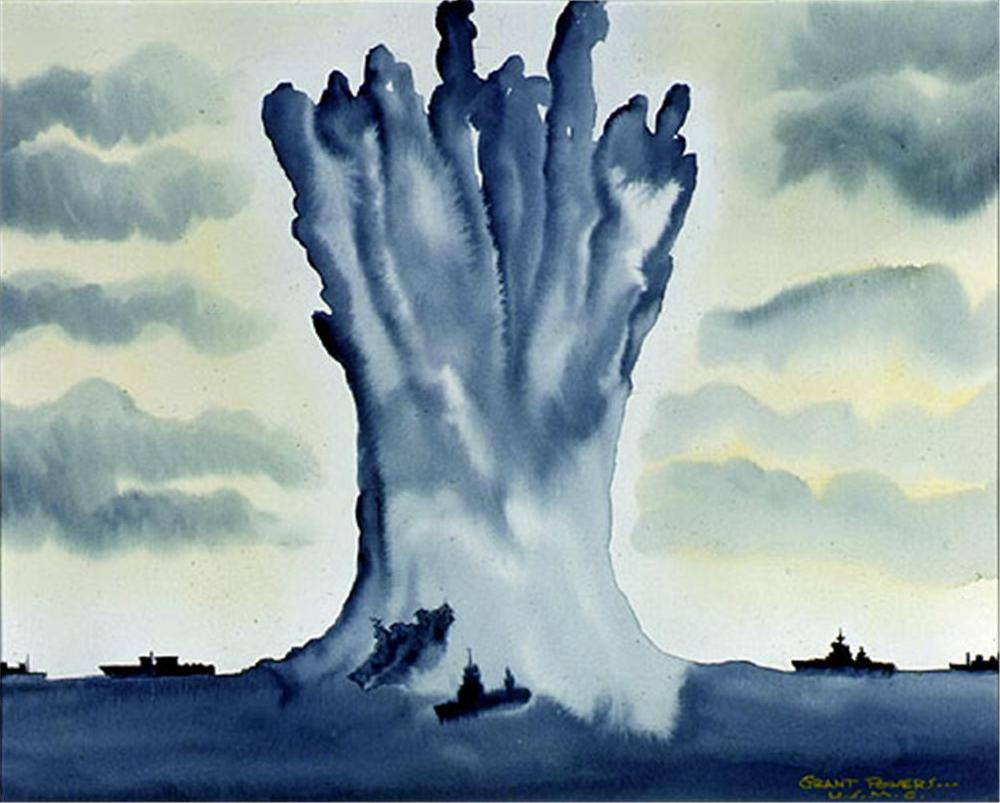
Battleship Arkansas Being Tossed in Giant Pillar, acquarello di Grant Powers, U.S.M.C, 1946

Nel test Baker, la bomba venne appesa sotto la nave da sbarco LSM-60 ancorata nel mezzo della flotta bersaglio. Baker venne detonata 27 m sott'acqua, a metà della profondità massima nella zona (54 m). L'ora "How/Mike Hour" venne fissata alle 08:35. Non venne mai trovata una singola parte identificabile della LSM-60; presumibilmente, venne vaporizzata dalla sfera incandescente. Vennero affondate 10 navi, tra questi l'incrociatore pesante germanico Prinz Eugen che però non affondò subito, ma dopo mesi dal test, per l'accumulo di falle nello scafo della nave (non riparabili per l'eccessiva radioattività).
Le fotografie di Baker sono tra le più interessanti tra le immagini di detonazioni nucleari. Il poderoso flash accecante che usualmente illumina l'area bersaglio si verificò sott'acqua, divenendo poco visibile. La chiara immagine delle navi davanti all'esplosione e sullo sfondo danno il senso della scala. La grossa nube di Wilson e la colonna verticale sono le caratteristiche distintive dell'esplosione Baker, che rendono queste foto facilmente identificabili. La foto più famosa mostra un segno dove si trovava la corazzata Arkansas, da 27.000 tonnellate.

### Disposizione dei bersagli nel testBaker
| #  | Nome                   | Tipo               | Distanza |
| -- | ---------------------- | ------------------ | -------- |
| 50 | LSM-60                 | Anfibio            | 0        |
| 3  | USS Arkansas (BB-33)   | Corazzata          | 170      |
| 8  | USS Pilotfish (SS-386) | Sottomarino        | 363      |
| 10 | Saratoga               | Portaerei          | 450      |
| 12 | YO-160                 | Petroliera         | 520      |
| 7  | Nagato                 | Corazzata          | 770      |
| 41 | Skipjack               | Sottomarino        | 800      |
| 2  | Apogon                 | Sottomarino        | 850      |
| 11 | ARDC-13                | Molo sommergibile  | 1.150    |
| 36 | Prinz Eugen            | Incrociatore medio | 1.800    |

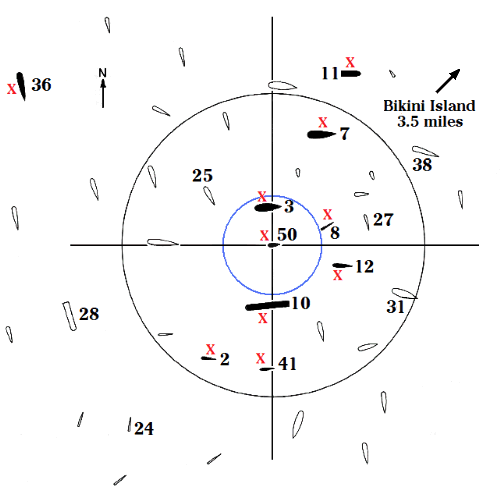
La disposizione delle navi bersaglio nella laguna di Bikini per la detonazione Baker dell'Operazione Crossroads.
La metà delle navi bersaglio erano al di fuori dell'area di questa mappa.
Le dieci "X" rosse contraddistinguono le dieci navi che affondarono.
La tabella (a sinistra) contiene la legenda della numerazione delle navi.
Il cerchio nero, con un raggio di 1.000 iarde dal punto di detonazione, delinea l'area di grave danno alle navi.
Il cerchio azzurro, con un raggio di 330 iarde, segna sia il bordo del cratere poco profondo creato nell'acqua dall'esplosione che la circonferenza esterna della colonna cava d'acqua che avvolse la Arkansas.
I sottomarini affondarono, il Pilotfish (nave n. 8) ad una profondità di 56 piedi e lApogon (nave n. 2) ad una profondità di 100 piedi.

L'incrociatore pesante Prinz Eugen requisito alla Kriegsmarine della Germania nazista, riuscì a sopravvivere sia al test Able che a Baker ma divenne troppo radioattivo per poter essere riparato dalle varie falle. Nel settembre del 1946 venne rimorchiato all'atollo di Kwajalein dove si rovesciò in acque poco profonde il 22 dicembre del 1946, cinque mesi dopo Baker. Da allora rimane in quella laguna.
Il sommergibile Skipjack è stata l'unica nave affondata che si riuscì a recuperare con pieno successo nell'atollo delle Bikini. Venne rimorchiato fino alla California ma due anni dopo venne affondato di nuovo perché utilizzato come nave bersaglio nella costa nei pressi delle isole Farallon.

### Sequenza degli eventi esplosivi

L'esplosione del test Baker

Effetti della singolarità di Prandtl-Glauert durante l'esplosione Baker

L'esplosione Baker produsse molti fenomeni inusuali, spiegati in una conferenza per standardizzare la nomenclatura e definire nuovi termini da usare correntemente nelle descrizioni e analisi.
La sfera incandescente sottomarina formò una "bolla di gas" che spingeva l'acqua, generando un'onda di impatto idraulica supersonica, che diffondendosi colpì le navi vicine. Dopo qualche chilometro rallentò alla velocità del suono in acqua, pari a circa un miglio per secondo (1600 m/s). Sulla superficie, quest'onda era visibile come il bordo di un anello di acqua scura in rapida espansione, simile a una macchia di olio scuro ("slick"). Dopo la slick si aveva un'increspatura bianca della superficie dell'acqua, più spettacolare ma meno distruttiva, denominata la "crack."
Quando il diametro della bolla eguagliò la profondità dell'acqua (54 m), colpì il fondo marino e la superficie marina simultaneamente. Cominciò a scavare un cratere profondo 9 metri e largo più di 660. All'apice spinse l'acqua su di esso in una "cupola nebulizzata", che esplose attraverso la superficie come geyser. Questo si verificò 4 millisecondi dopo la detonazione.
Durante l'intero primo secondo, la bolla di gas rimosse tutta l'acqua entro un raggio di 152 metri sollevando in aria due milioni di tonnellate di acqua nebulizzata supersonica (singolarità di Prandtl-Glauert) e sabbia del fondo marino. Quando la velocità di espansione della bolla arrivò a 762 m/s (circa Mach 2,2), la cupola si restrinse in un cilindro cavo o camino di spray denominato "la colonna", alto circa 2 chilometri, e largo circa 700 metri, con pareti d'acqua spesse 91 metri.
Non vi fu la nube a forma di fungo atomico; nessun materiale raggiunse la stratosfera.

### CorazzataArkansas
La Arkansas era la nave più vicina alla bomba (620 iarde). L'onda di sovrappressione sottomarina schiantò il lato della chiglia rivolto verso l'esplosione e fece capovolgere la nave verso sinistra. Portò via anche le eliche di dritta e i loro giranti assieme al timone. Alla chiglia venne asportato un pezzo di 25 piedi. Alcune navi bersaglio avevano dei registratori del rollio e dell'inclinazione basati sul giroscopio. Quelli a bordo dell'Arkansas non vennero mai ritrovati.
La nave era lunga 562 piedi, tre volte più lunga della profondità dell'acqua nella laguna dell'atollo. Quando la nube di Wilson la sollevò, la corazzata Arkansas si piantò sul fondo marino per poi ricadere all'indietro.
La sovrastruttura non venne mai trovata, si pensa che sia stata asportata di netto o che giaccia sotto alla chiglia, sepolta sotto la sabbia che occupò il cratere, riempiendolo parzialmente. La nave ha soltanto uno stretto accesso sottomarino dal lato di sinistra nella casamatta, parte nota come "aircastle".

### Portaerei
La Saratoga affondò 8 ore dopo che l'onda d'urto sottomarina aprì falle nello scafo. Immediatamente dopo il passaggio dell'onda di shock, l'acqua innalzò la prora di 43 piedi e la poppa di 29 piedi, fece ondeggiare la nave, spazzando tutti i 5 aeroplani sul ponte di volo. Rimase dritta e fuori dalla colonna d'acqua, ma la sua vicinanza all'acqua radioattiva della nuvola a cavolfiore che collassava la rese estremamente radioattiva.
L'ammiraglio Blandy ordinò ai rimorchiatori di portare la nave all'isola Enyu per spiaggiarla, ma la Saratoga e l'acqua circostante rimasero troppo radioattive per avvicinarsi fino a qualche giorno dopo l'affondamento. Affondò dritta sul fondo, con la parte superiore del pennone a 40 piedi di profondità.
La Independence sopravvisse all'esplosione Able riportando danni spettacolari al ponte di volo. Venne rimorchiata sufficientemente lontana dall'esplosione Baker in modo da evitare ulteriori danni, ma venne severamente contaminata. Venne rimorchiata fino a San Francisco, dove in 4 anni di esperimenti di decontaminazione allo Hunters Point Naval Shipyard non si riuscì a ottenere risultati soddisfacenti. Il 29 gennaio del 1951, venne affondata nell'Oceano Pacifico vicino alle Isole Farallon.
|  |  |

### Radioattività derivata da sottoprodotti della fissione
L'esplosione Baker è stata la prima detonazione nucleare abbastanza vicina alla superficie da causare la permanenza dei prodotti di fissione radioattivi nell'ambiente locale. Dunque non si trattò di un'esplosione "autopulente". Il risultato è stata la contaminazione radioattiva della laguna dell'atollo e delle navi bersaglio. Anche se questo era stato in parte anticipato dagli scienziati, causò molti più problemi rispetto a quelli attesi.
L'esplosione Baker produsse circa 900 grammi (2 libbre) di prodotti di fissione,, equivalente in radioattività a centinaia di tonnellate di radio. Questi prodotti di fissione sono stati estesamente mescolati con due milioni di tonnellate di acqua nebulizzata e di sabbia del fondo marino che vennero sollevate dalla colonna di aerosol e dalla sua testa a forma di cavolfiore, per essere quasi subito riscaricate nella laguna. La maggior parte è rimasta nella laguna e si depositò nel fondo o venne portata via dalle correnti interne di marea e quelle indotte dai venti.
Una piccola frazione dell'aerosol contaminato venne diffusa nell'aria come base surge. A differenza della nuvola di Wilson, un fenomeno meteorologico nell'aria pulita, la "piattaforma base" era un denso banco di nebbia fatto di foschia radioattiva che travolse le navi bersaglio, "verniciando" le loro superfici con prodotti di fissione. Quando la nebbia nel "base surge" evaporò, la piattaforma base divenne invisibile ma continuò a muoversi allontanandosi, contaminando navi anche a diverse miglia dal punto di detonazione.
Lo standard ammissibile per l'esposizione radioattiva era stato stabilito allo stesso livello del Progetto Manhattan, 0,1 roentgens/giorno. A causa di questa limitazione, soltanto 5 navi molto distanti poterono essere ispezionate il primo giorno. Le navi più vicine vennero irrorate da battelli antincendio con acqua salata e foamite. La prima irrorazione ridusse la radioattività alla metà, ma le successive furono inefficaci. Per la maggior parte delle navi, si dovette aspettare fino a che gli isotopi a più breve vita (sodio-24 e iodio-131) decaddero. L'ultima tra le navi bersaglio ancora galleggianti ad essere abbordata era così radioattiva che venne rioccupata dopo ben 10 giorni.
Nei primi sei giorni dopo Baker, quando i livelli di radiazione erano altissimi, 4.900 uomini abbordarono le navi bersaglio. I marinai cercarono di grattare via la radioattività con spazzole, acqua, sapone e liscivia. Nulla funzionò, ad eccezione della sabbiatura fino alla lamiera nuda di metallo.

### Radioattività indotta e plutonio
L'esplosione Baker rilasciò nell ambiente circa il doppio di neutroni liberi rispetto agli eventi di fissione. Nelle esplosioni in quota, molti di questi neutroni ambientali sono assorbiti dall'aria surriscaldata che sale nella stratosfera, assieme a prodotti di fissione e a plutonio non fissionato. Nell'esplosione sottomarina Baker, vengono catturati dall'acqua marina della laguna. Dei quattro principali elementi nell'acqua di mare – idrogeno, ossigeno, sodio, e cloro – soltanto il sodio diventa intensamente radioattivo a corto termine, per via della cattura di un singolo neutrone nel suo nucleo: il sodio-23 naturale diventa l'isotopo radioattivo sodio-24, con emivita di 15 ore. (In sei giorni la sua intensità diminuisce di mille volte, ma con lo svantaggio di un'elevatissima radioattività in rapporto alla sua iniziale corta emivita radioattiva.)

### Animali usati nei test
Soltanto maiali, capre e ratti vennero usati nel test Baker. Tutti i maiali e la maggior parte dei ratti morirono. La radiazione presente in un ambiente contaminato è continua e cumulativa. Nel caso del test Able, la letalità venne determinata dalla vicinanza alla sfera di gas incandescente e al picco di radiazioni che emise. Nel caso di Baker, la letalità era determinata dalla quantità di tempo a bordo delle navi contaminate. Trascorsero alcuni giorni prima che i marinai potessero salire a bordo delle navi bersaglio per ricuperare gli animali; in quel periodo di pochi giorni la dose cumulativa divenne letale per quasi tutti gli animali.

## TestCharlie: cancellato
Il test Charlie era inteso come un'esplosione sottomarina profonda alle falde dell'atollo di Bikini, che doveva testare l'effetto delle atomiche su navi non alla fonda. Charlie era stato programmato per il 1947, ed avrebbe testato l'effetto delle armi nucleari come bomba di profondità. Il personale di supporto tecnico non era disponibile per via del ritardo alle impreviste operazioni di decontaminazione rese necessarie dal test Baker. Non vi erano navi bersaglio non contaminate utilizzabili per il test Charlie. Ufficialmente venne addotta come ragione per la cancellazione di Charlie, il fatto di essere diventato un test non necessario dopo i successi di Able e Baker, oltre alla scarsità delle armi nucleari. Nel 1955 il test che si voleva fare con Charlie venne eseguito con una bomba termonucleare dell'operazione Wigwam.

## Crossroadsfollow-up
L'impossibilità di completare le ispezioni su buona parte della flotta bersaglio metteva a repentaglio il successo dell'operazione dopo Baker. Il programma di decontaminazione dei vascelli bersaglio cominciò il primo agosto. Questo implicava lavare l'esterno delle navi con ciurme prese dagli equipaggi delle navi, sotto supervisione radiologica di ispettori equipaggiati con dispositivi per il rilevamento e misura della radiazione. Inizialmente, la decontaminazione era lenta perché il tempo di sicurezza permesso sulle navi era di minuti. 

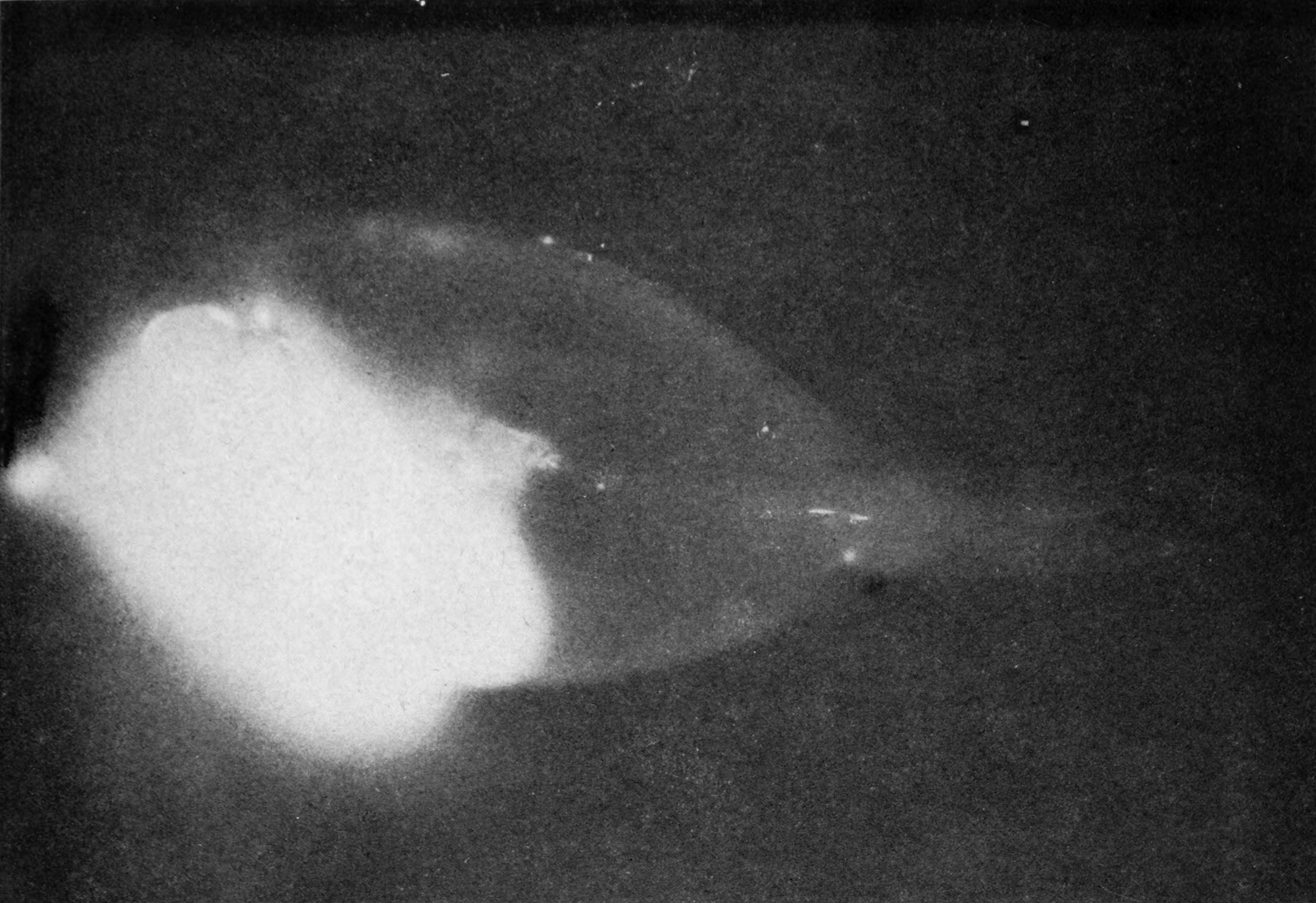
Inquinamento della laguna. Questa immagine è stata ottenuta semplicemente lasciando un pesce chirurgo appoggiato sopra una lastra radiografica per una notte. L'area brillante è un pranzo di alghe fresche. Il resto del organismo del pesce ha assorbito e distribuito sufficiente radioattività dei prodotti da fissione per rendere l'intero pesce radioattivo. Il pesce era in vita e apparentemente in salute quando venne catturato.

Il 10 agosto, si decise di fermare i lavori nell'atollo delle Bikini e di rimorchiare i resti della flotta bersaglio verso l'atollo di Kwajalein dove si poteva proseguire il lavoro in acque non contaminate. Uno dei principali e più pericolosi compiti svolti a Kwajalein, dopo l'abbandono del lavoro di decontaminazione, era quello di scaricare le munizioni immagazzinate a bordo delle navi bersaglio. Questo lavoro continuò nell'autunno del 1946. Molto personale continuò a lavorare nelle navi bersaglio alla fonda di Kwajalein fino al 1947.
Otto tra le maggiori navi e due sottomarini vennero rimorchiati verso gli Stati Uniti e le Hawaii per l'ispezione radiologica. 12 navi bersaglio erano così poco contaminate che si procedette a ridare loro un equipaggio e navigarono con i propri mezzi verso gli USA. Alla fine, soltanto nove navi bersaglio vennero rottamate piuttosto che lasciate affondare . Le rimanenti navi bersaglio furono distrutte affondandole al largo degli atolli di Bikini o di Kwajalein, oppure vicino alle isole Hawaii o al largo della costa della California durante il 1946-1948 (tra Point Reyes e le Isole Farallones, dove hanno causato un grave inquinamento radioattivo, e nella zona si registra la maggior incidenza del cancro al seno degli USA).
Finalmente, venne ricondotta un'indagine formale per studiare gli effetti a lungo termine dei test Crossroads. Secondo il rapporto ufficiale, gli sforzi di decontaminazione "rivelarono conclusivamente che la rimozione della contaminazione radioattiva del tipo riscontrato nei vascelli bersaglio del test Baker non poteva essere compiuta con successo."
Il giorno 11 agosto del 1947, la rivista Life elaborò un riassunto del rapporto in un articolo di 14 pagine con 33 foto. L'articolo affermava, "Se tutte le navi nell'atollo delle Bikini fossero state complete dei loro equipaggi, la bomba Baker avrebbe ucciso 35.000 marinai. Se questo tipo di bomba atomica fosse stato sganciato a sud della New York's Battery (punta di Manhattan) in presenza di un vento costante da sud, sarebbero morte 2 milioni di persone." Anche se era stato scritto accuratamente, un lettore casuale dell'articolo poteva confondere gli effetti della radiazione della palla di fuoco di Able sugli animali da esperimento con la ugualmente letale ma più estesa e persistente contaminazione dall'esplosione di Baker (in modalità denominata base surge). A parte della rivista Life, il rapporto ricevette poca attenzione dall'opinione pubblica.

## Esposizione del personale
Tutte le operazioni di Crossroads erano state progettate per mantenere il personale sotto un'esposizione di 0,1 röntgen (R) per giorno. All'epoca, questa era considerata una dose di radiazioni tollerabile per lunghi periodi senza alcun effetto dannoso per la salute. Dal momento che non era disponibile alcun tipo di tuta, scudo o protezione dalle radiazioni, il piano di protezione cercava di gestire chi andava sul luogo dell'esperimento, quando, e per quanto tempo.
Le aree radioattivamente "calde" erano state predette in anticipo, e in seguito controllate con l'utilizzo del contatore Geiger, spesso a controllo remoto, per vedere se erano sicure. Il livello di raggi gamma misurato determinava quanto a lungo il personale poteva operare nella località senza eccedere la dose giornaliera ammissibile.
Letture istantanee del livello di raggi gamma venivano eseguiti da specialisti nella sicurezza della radiazione, ma a tutti i presenti erano consegnati quotidianamente dei dosimetri a film-badge, che potevano essere letti alla fine della giornata. Qualsiasi persona con un badge che mostrasse un'esposizione superiore ai 0,1 Röntgen/giornalieri veniva rimossa per uno o più giorni dalle aree e dalle attività che potevano causare esposizione alle radiazioni. La massima esposizione radioattiva accumulata registrata è stata di 3,72 R, ricevuta da uno specialista della sicurezza rispetto alle radiazioni.
Della massa totale di particelle radioattive disseminate da ogni esplosione, attorno all'85% era plutonio non fissionato, che produce radiazione alfa non rilevabile dai "badge" o dal contatore Geiger. All'epoca non esisteva un metodo pratico per rilevare il plutonio in modo veloce, e il personale coinvolto non è stato monitorato per l'ingestione o inalazione di esso.
Nel 1996, il governo sponsorizzò uno studio della mortalità dei veterani della Operazione Crossroads che mostrava che nel 1992, 46 anni dopo il test, i veterani avevano una mortalità superiore del 4,6% rispetto al gruppo di controllo formato da non-veterani. Vi furono 200 morti in più tra i veterani di Crossroads rispetto a un gruppo di controllo simile (12.520 vs. 12.320), cosa che implicava una riduzione della durata della vita di circa tre mesi per i veterani di Crossroads.

## Destino degli abitanti di Bikini dopoCrossroads
I 167 residenti alle Bikini vennero spostati all'atollo disabitato di Rongrik prima di Crossroads, ma erano impossibilitati a nutrirsi nel nuovo ambiente. I visitatori a Rongerik riferirono delle condizioni di inedia nel gennaio 1947, che portarono gli abitanti ad essere defedati nel gennaio 1948. In marzo vennero evacuati all'atollo di Kwajalein e destinati all'isola disabitata di Kili, che ha un 1/20 dell'area di Bikini, senza laguna né porto protetto. Impossibilitati a pescare, da allora dipendono da forniture di cibo. I loro 4000 discendenti vivono in diverse isole del Pacifico e in paesi stranieri.
Nel 1954 gli Stati Uniti ripresero i loro test nucleari. Durante la primavera e l'estate del 1954, 1956, e 1958, vennero detonate altre 21 bombe sulle Bikini, per un totale di 75 megatoni, equivalenti a più di 3.000 bombe Baker. Soltanto una era un'esplosione "air-burst" ad alta quota, che si può definire ironicamente "auto-pulente" (il test da 3,8 megaton operazione Redwing). Tutti gli altri test erano esplosioni di superficie che produssero un massivo fallout locale. La prima esplosione termonucleare è stata la più "sporca" dal punto di vista radioattivo (era il test da 15 megaton Bravo dell'Operazione Castle, eseguito il primo marzo del 1954, il più potente test termonucleare mai condotto dagli U.S.A.) Il fallout proveniente da Bravo provocò la malattia da radiazione agli isolani delle Bikini che vivevano nel vicino atollo di Rongelap in quel momento.
Il breve tentativo di ripopolare le isole Bikini dal 1974 al 1978 venne abortito quando i problemi di salute causati dalla radioattività nella catena alimentare forzarono ad una nuova evacuazione. I pescatori subacquei che visitano le Bikini per esplorare i relitti delle navi militari devono consumare cibi importati. La laguna è piena di pesci, tutti estremamente radioattivi e cancerogeni.

## Crossroads nella cultura di massa
- Crossroads, film del 1976 diretto da Bruce Conner, che utilizza filmati realizzati a scopo di ricerca assieme ad una colonna sonora composta da Terry Riley.
- Radio Bikini, film del 1988 diretto da Robert Stone, sull'Operazione Crossroads e sugli effetti per la salute dei marinai coinvolti nel test.
- Alcune immagini dei test sono utilizzate nel cartone animato Spongebob ambientato proprio alle isole Bikini.
- I test nucleari dell'operazione Crossroads hanno portato alla mutazione di Godzilla nel film Godzilla Minus One del 2023.